# René Pastorek
René Pastorek (* 1. ledna 1963 v Třinci) je bývalý československý fotbalový útočník.

## Fotbalová kariéra
Je odchovancem třineckého fotbalu, za seniorské A-mužstvo nastupoval pravidelně od svých 19 let, zažil s ním sestup ze druhé ligy i postup zpět ze třetí, celkem za Třinec nastoupil ke 220 zápasům, v nichž vstřelil 102 branky. Patřil mezi vyhlášené kanonýry druhé a třetí nejvyšší soutěže, což potvrdil i v zahraničí. V nejvyšší soutěži paradoxně neodehrál jediné utkání, nejblíže k ní měl po druholigové sezoně 1991/92 se Zbrojovkou Brno, které jako nejlepší střelec mužstva velmi pomohl k postupu. Před první ligou dal přednost zahraničí a rok hrál za FC Berlin 3. německou ligu (Oberliga Nord-Ost). Poté strávil 2 a půl sezony v belgickém Eisdenu, kde se stal v sezoně 1993/94 nejlepším střelcem 3. ligy a s týmem postoupil do 2. ligy. Profesionální kariéru ukončil v Třinci v druholigové sezoně 1997/98. Koučoval muže Hrádku, v současnosti působí jako mládežnický trenér.

## Ligová bilance
| Ročník          | Zápasy | Góly | Klub                     |
| --------------- | ------ | ---- | ------------------------ |
| 2. liga 1981/82 | 7      | 1    | TJ TŽ Třinec             |
| 2. liga 1982/83 | 18     | 2    | TJ TŽ Třinec             |
| 2. liga 1983/84 | 15     | 3    | TJ TŽ Třinec             |
| 2. liga 1984/85 | 23     | 3    | TJ TŽ Třinec             |
| 2. liga 1985/86 | 10     | 4    | TJ TŽ Třinec             |
| 2. liga 1986/87 | 26     | 11   | TJ TŽ Třinec             |
| 3. liga 1987/88 | -      | -    | TJ TŽ Třinec             |
| 3. liga 1988/89 | -      | -    | TJ TŽ Třinec             |
| 3. liga 1989/90 | -      | -    | TJ TŽ Třinec             |
| 3. liga 1990/91 | -      | -    | TJ TŽ Třinec             |
| 2. liga 1991/92 | 27     | 13   | FC Zbrojovka / Boby Brno |
| 3. liga 1992/93 | 19     | 13   | FC Berlin                |
| 3. liga 1993/94 | 30     | 30   | Patro Eisden             |
| 2. liga 1994/95 | 31     | 16   | Patro Eisden             |
| 2. liga 1995/96 | 17     | 1    | Patro Eisden             |
| 2. liga 1995/96 | 7      | 1    | SK Železárny Třinec      |
| 2. liga 1997/98 | 1      | 0    | SK Železárny Třinec      |
| Celkem 2. liga  | 182    | 55   |                          |
| Celkem 3. liga  | 162    | 120  |                          |